# Bura
Bura è un sito archeologico situato nella regione di Tillabéri, dipartimento di Téra, nel Niger sudoccidentale. Deve il suo nome alla cultura di Bura che abitò questa zona nel I millennio.

## Descrizione
Il sito di Bura è composto da molte necropoli le cui bare sono sormontate da statuette di terra cotta. La principale necropoli ha un diametro di circa un chilometro. Tumuli funerari, altari religiosi ed antiche abitazioni sono sparsi su un'area molto vasta. Nel 1983 fu scavato un sito di 25 x 20 metri.

## Manufatti e saccheggio
Dopo la scoperta del 1975 e gli scavi del 1983 effettuati presso il sito di Bura, ma soprattutto dopo che la mostra Bura-Asinda girò la Francia negli anni novanta, le antiche statuette in terracotta di Bura divennero molto preziose tra i collezionisti.
Le teste antropomorfe in argilla e pietra della cultura antica e medievale di Bura furono ricercate per la loro insolita astrazione e semplicità.
Questa domanda commerciale è stata seguita da un aumento del saccheggio e del contrabbando che ha colpito buona parte dei siti archeologici Bura. Secondo Le Monde il "90% dei siti Bura del Niger sono stati danneggiati" da saccheggiatori e vandali a partire dal 1994.
Altri manufatti Bura sono i grandi vasi funerari in terra cotta (sia tubolari che ovoidali) e numerose ceramiche funerarie. Gli 834 siti Bura della valle del fiume Niger, secondo l'UNESCO, hanno fornito le più antiche statue equestri in argilla.
Più recentemente, molte punte di lancia dell'età del ferro fatte con pesci topo sono entrate nei mercati dei collezionisti euro-americani.

## Patrimonio dell'umanità
Il sito fu proposto come nuovo patrimonio dell'umanità dell'UNESCO il 26 maggio 2006, per la sua importanza culturale.